# Phascogale calura
El fascogalo de cola roja (Phascogale calura) es un pequeño carnívoro marsupial presente en el este y oeste de Australia. Está estrechamente relacionado con el fascogalo de cola de cepillo (Phascogale tapoatafa), pero es más pequeño.